# Bom Jesus das Selvas
Bom Jesus das Selvas – miasto i gmina w Brazylii, w Regionie Północno-Wschodnim, w stanie Maranhão.  
Ma powierzchnię 2679,09 km². Według danych ze spisu ludności w 2010 roku gmina liczyła 28 459 mieszkańców, a gęstość zaludnienia wynosiła 10,62 osób/km². Dane szacunkowe z 2019 roku podają liczbę 34 028 mieszkańców. 
W 2017 roku produkt krajowy brutto per capita wyniósł 7661,51 reali brazylijskich.
Gminę utworzono w 1994 roku, wcześniej tereny te administracyjnie były przynależne do gminy Santa Luzia.